# Råmossen-Lomtjärnsmossen
Råmossen-Lomtjärnsmossen este o arie protejată (arie specială de conservare — SAC, sit de importanță comunitară — SCI) din Suedia întinsă pe o suprafață de 62,1 ha, integral pe uscat.

## Localizare
Centrul sitului Råmossen-Lomtjärnsmossen este situat la coordonatele 59°16′04″N 14°39′06″E / 59.2678°N 14.6516°E.

## Înființare
Situl Råmossen-Lomtjärnsmossen a fost declarat sit de importanță comunitară în decembrie 1995 pentru a proteja un număr necunoscut de specii din flora spontană și fauna sălbatică aflate în arealul zonei. Situl a fost protejat și ca arie specială de conservare în martie 2011.

## Biodiversitate
Situată în ecoregiunea boreală, aria protejată conține 6 habitate naturale: Lacuri și iazuri distrofice naturale, Taiga vestică, Cursuri de apă de la nivel de câmpie la nivel montan, cu vegetație Ranunculion fluitantis și Callitricho-Batrachion, Mlaștini împădurite, Turbării active, Mlaștini turboase de tranziție și turbării mișcătoare.
La baza desemnării sitului se află un număr nedeclarat de specii protejate.